# Saison 2015-2016 des Pelicans de La Nouvelle-Orléans
La saison 2015-2016 des Pelicans de La Nouvelle-Orléans est la 13e saison de la franchise en National Basketball Association (NBA).

## Draft
| Tour | Choix | Joueur         | Poste   | Nationalité | Provenance                 |
| ---- | ----- | -------------- | ------- | ----------- | -------------------------- |
| 2    | 56    | Branden Dawson | SF / PF | États-Unis  | Spartans de Michigan State |

## Pré-saison
| Pré-saison Total: 2-2 (Domicile : 0-2 ; Extérieur : 2-0) |

| Match | Date match | Équipe     | Score     | Meilleur marqueur  | Meilleur rebondeur   | Meilleur passeur      | Lieux Spectateurs              | Série |
| ----- | ---------- | ---------- | --------- | ------------------ | -------------------- | --------------------- | ------------------------------ | ----- |
| 1     | 3 octobre  | @ Indiana  | V 110-105 | Anthony Davis (18) | Anderson, Davis (8)  | 3 joueurs (3)         | Bankers Life Fieldhouse 13 725 | 1 - 0 |
| 2     | 9 octobre  | Atlanta    | D 93-103  | Anthony Davis (20) | Kendrick Perkins (6) | Norris Cole (3)       | Veterans Memorial Arena 7 628  | 1 - 1 |
| 3     | 12 octobre | @ Chicago  | V 123-115 | Anthony Davis (26) | Ryan Anderson (10)   | Luke Babbitt (4)      | United Center 21 407           | 2 - 1 |
| 4     | 17 octobre | Sacramento | D 98-107  | Ryan Anderson (20) | Adrien, Davis (8)    | Holiday, Robinson (4) | Rupp Arena 19 183              | 2 - 2 |
| 5     | 19 octobre | @ Houston  |           |                    |                      |                       | Toyota Center                  | -     |
| 6     | 21 octobre | @ Orlando  |           |                    |                      |                       | Amway Center                   | -     |
| 7     | 23 octobre | Miami      |           |                    |                      |                       | Smoothie King Center           | -     |

## Saison régulière
| Saison régulière Total: 0-1 (Domicile : 0-0 ; Extérieur : 0-1) |

| Match | Date match | Équipe         | Score    | Meilleur marqueur  | Meilleur rebondeur | Meilleur passeur | Lieux Spectateurs    | Série |
| ----- | ---------- | -------------- | -------- | ------------------ | ------------------ | ---------------- | -------------------- | ----- |
| 1     | 27 octobre | @ Golden State | D 95-111 | Anthony Davis (18) | Anthony Davis (6)  | Ish Smith (9)    | Oracle Arena 19 596  | 0 - 1 |
| 2     | 28 octobre | @ Portland     |          |                    |                    |                  | Moda Center          | -     |
| 3     | 31 octobre | Golden State   |          |                    |                    |                  | Smoothie King Center | -     |

## Confrontations
| Conférence Est      | Conférence Est                              | Conférence Est                              | Conférence Ouest                            | Conférence Ouest                            | Conférence Ouest                            | Conférence Ouest                            | Conférence Ouest                            |
| Division Atlantique | Division Atlantique                         | Division Atlantique                         | Division Nord-Ouest                         | Division Nord-Ouest                         | Division Nord-Ouest                         | Division Nord-Ouest                         | Division Nord-Ouest                         |
| Équipe              | Domicile                                    | Extérieur                                   | Équipe                                      | Domicile                                    | Domicile                                    | Extérieur                                   | Extérieur                                   |
| ------------------- | ------------------------------------------- | ------------------------------------------- | ------------------------------------------- | ------------------------------------------- | ------------------------------------------- | ------------------------------------------- | ------------------------------------------- |
| Boston              | 93-111                                      | 97-104                                      | Denver                                      | 98-115                                      | 101-95                                      | 130-125                                     |                                             |
| Brooklyn            | 105-103                                     | 106-87                                      | Minnesota                                   | 114-99                                      | 110-112                                     | 116-102                                     | 109-144                                     |
| New York            | 99-91                                       | 87-95                                       | Oklahoma City                               | 123-119                                     |                                             | 103-110                                     | 95-121                                      |
| Philadelphie        | 121-114                                     | 93-107                                      | Portland                                    | 115-89                                      | 112-117                                     | 94-112                                      | 101-105                                     |
| Toronto             | 91-115                                      | 81-100                                      | Utah                                        | 100-96                                      | 94-106                                      | 87-101                                      | 104-94                                      |
|                     | 3–2                                         | 1–4                                         |                                             | 5–4                                         | 5–4                                         | 3–6                                         | 3–6                                         |
| Division            | 4–6                                         | 4–6                                         | Division                                    | 8–10                                        | 8–10                                        | 8–10                                        | 8–10                                        |
| Division Atlantique | Division Atlantique                         | Division Atlantique                         | Division Nord-Ouest                         | Division Nord-Ouest                         | Division Nord-Ouest                         | Division Nord-Ouest                         | Division Nord-Ouest                         |
| Équipe              | Domicile                                    | Extérieur                                   | Équipe                                      | Domicile                                    | Domicile                                    | Extérieur                                   | Extérieur                                   |
| Chicago             | 116-121                                     | 94-98                                       | Golden State                                | 120-134                                     |                                             | 95-111                                      | 107-125                                     |
| Cleveland           | 114-108 (OT)                                | 84-99                                       | L.A. Clippers                               | 89-95                                       | 109-105                                     | 90-111                                      | 111-114 (OT)                                |
| Détroit             | 115-99                                      | 111-106                                     | L.A. Lakers                                 | 96-99                                       | 110-102                                     | 91-95                                       |                                             |
| Indiana             | 86-91                                       | 84-92                                       | Phoenix                                     | 122-116                                     | 100-121                                     | 120-114                                     | 88-104                                      |
| Milwaukee           | 116-99                                      | 92-103                                      | Sacramento                                  | 114-105                                     | 115-112                                     | 109-97                                      | 123-108                                     |
|                     | 3–2                                         | 1–4                                         |                                             | 5-4                                         | 5-4                                         | 3–6                                         | 3–6                                         |
| Division            | 4–6                                         | 4–6                                         | Division                                    | 8–10                                        | 8–10                                        | 8–10                                        | 8–10                                        |
| Division Sud-Est    | Division Sud-Est                            | Division Sud-Est                            | Division Sud-Ouest                          | Division Sud-Ouest                          | Division Sud-Ouest                          | Division Sud-Ouest                          | Division Sud-Ouest                          |
| Équipe              | Domicile                                    | Extérieur                                   | Équipe                                      | Domicile                                    | Domicile                                    | Extérieur                                   | Extérieur                                   |
| Atlanta             | 115-121                                     | 98-106                                      | Dallas                                      | 120-105                                     | 91-100                                      | 98-107                                      | 105-98                                      |
| Charlotte           | 109-107                                     | 113-122                                     | Houston                                     | 110-108                                     | 111-112                                     | 101-108                                     | 95-100                                      |
| Miami               | 93-113                                      | 88-94 (OT)                                  | Memphis                                     | 104-113                                     | 95-110                                      | 99-101                                      | 114-121 (OT)                                |
| Orlando             | 94-103                                      | 89-104                                      |                                             |                                             |                                             |                                             |                                             |
| Washington          | 107-105                                     | 89-109                                      | San Antonio                                 | 104-90                                      | 86-94                                       | 97-110                                      | 92-100                                      |
|                     | 2–3                                         | 0–5                                         |                                             | 3–5                                         | 3–5                                         | 1–7                                         | 1–7                                         |
| Division            | 2-8                                         | 2-8                                         | Division                                    | 4–12                                        | 4–12                                        | 4–12                                        | 4–12                                        |
| Conférence          | 10–20 (Domicile : 8–7 ; Extérieur : 2–13)   | 10–20 (Domicile : 8–7 ; Extérieur : 2–13)   | Conférence                                  | 20-32 (Domicile : 13-13 ; Extérieur : 7–19) | 20-32 (Domicile : 13-13 ; Extérieur : 7–19) | 20-32 (Domicile : 13-13 ; Extérieur : 7–19) | 20-32 (Domicile : 13-13 ; Extérieur : 7–19) |
| Total               | 30-52 (Domicile : 21–20 ; Extérieur : 9–32) | 30-52 (Domicile : 21–20 ; Extérieur : 9–32) | 30-52 (Domicile : 21–20 ; Extérieur : 9–32) | 30-52 (Domicile : 21–20 ; Extérieur : 9–32) | 30-52 (Domicile : 21–20 ; Extérieur : 9–32) | 30-52 (Domicile : 21–20 ; Extérieur : 9–32) | 30-52 (Domicile : 21–20 ; Extérieur : 9–32) |

## Effectif actuel
| Pelicans de La Nouvelle-Orléans Effectif actuel |    |                        |                    |                    |
| Entraîneur : Alvin Gentry                       |    |                        |                    |                    |
| Pivot                                           | 42 | Drapeau de la France   | Alexis Ajinça      | France             |
| Ailier fort                                     | 33 | Drapeau des États-Unis | Ryan Anderson      | Californie         |
| Pivot                                           | 3  | Drapeau de la Turquie  | Ömer Aşık          | Turquie            |
| Ailier                                          | 8  | Drapeau des États-Unis | Luke Babbitt       | Nevada             |
| Meneur                                          | 30 | Drapeau des États-Unis | Norris Cole        | Cleveland          |
| Ailier fort                                     | 44 | Drapeau des États-Unis | Dante Cunningham   | Villanova          |
| Ailier fort, Pivot                              | 23 | Drapeau des États-Unis | Anthony Davis (C)  | Kentucky           |
| Meneur                                          | 31 | Drapeau des États-Unis | Bryce Dejean-Jones | Iowa State         |
| Meneur                                          | 16 | Drapeau des États-Unis | Toney Douglas      | Florida State      |
| Arrière, Ailier                                 | 1  | Drapeau des États-Unis | Tyreke Evans       | Memphis            |
| Arrière, Ailier                                 | 15 | Drapeau des États-Unis | Alonzo Gee         | Alabama            |
| Arrière                                         | 10 | Drapeau des États-Unis | Eric Gordon        | Indiana            |
| Meneur                                          | 11 | Drapeau des États-Unis | Jrue Holiday       | UCLA               |
| Pivot                                           | 5  | Drapeau des États-Unis | Kendrick Perkins   | Clifton J. Ozen HS |
| Ailier                                          | 20 | Drapeau des États-Unis | Quincy Pondexter   | Washington         |
| (C) - Capitaine, - Blessé                       |    |                        |                    |                    |

## Contrats et salaires 2015-2016
| Joueur                 | Poste      | Âge        | Exp        | Contrat                | Salaire 2015-2016 | Fin du contrat |
| ---------------------- | ---------- | ---------- | ---------- | ---------------------- | ----------------- | -------------- |
| Joueurs actuels        |            |            |            |                        |                   |                |
| Alexis Ajinça          | C          | 27         | 5          | 20 200 000 $ sur 4 ans | 4 389 607 $       | 2019           |
| Ryan Anderson          | PF         | 27         | 7          | 34 000 000 $ sur 4 ans | 8 500 000 $       | 2016           |
| Ömer Aşık              | C          | 28         | 5          | 57 977 525 $ sur 5 ans | 9 213 483 $       | 2020           |
| Luke Babbitt           | SF         | 26         | 5          | 2 327 888 $ sur 2 ans  | 1 100 602 $       | 2017           |
| Norris Cole            | PG         | 27         | 4          | 3 036 927 $ sur 1 an   | 3 036 927 $       | 2016           |
| Dante Cunningham       | PF         | 28         | 6          | 8 934 750 $ sur 3 ans  | 2 850 000 $       | 2018           |
| Anthony Davis          | PF         | 22         | 3          | 23 198 010 $ sur 4 ans | 7 070 730 $       | 2016           |
| Bryce Dejean-Jones     | PG         | 23         | 0          | 2 060 000 $ sur 3 ans  | 169,883 $         | 2018           |
| Toney Douglas          | PG         | 29         | 6          | 1 157 883 $ sur 1 an   | 924,987 $         | 2016           |
| Tyreke Evans           | SG         | 26         | 6          | 44 000 004 $ sur 4 ans | 10 734 586 $      | 2017           |
| Alonzo Gee             | SF         | 28         | 6          | 2 699 400 $ sur 2 ans  | 1 320 000 $       | 2017           |
| Eric Gordon            | SG         | 26         | 7          | 58 365 563 $ sur 4 ans | 15 514 031 $      | 2016           |
| Jrue Holiday           | PG         | 25         | 6          | 41 000 004 $ sur 4 ans | 10 595 507 $      | 2017           |
| Kendrick Perkins       | C          | 31         | 12         | 1 499 187 $ sur 1 an   | 947,276 $         | 2016           |
| Quincy Pondexter       | SF         | 27         | 5          | 14 000 000 $ sur 4 ans | 3 382 023 $       | 2018           |
| Contrat(s) de 10 jours |            |            |            |                        |                   |                |
| Bryce Dejean-Jones     | PG         | 23         | 0          | -                      | 30,888 $          | -              |
| Bryce Dejean-Jones     | PG         | 23         | 0          | -                      | 30,888 $          | -              |
| Joueurs coupés         |            |            |            |                        |                   |                |
| Bryce Dejean-Jones     | PG         | 23         | 0          | -                      | 50,000 $          | -              |
| Jimmer Fredette        | PG         | 30         | 4          | -                      | 71,677 $          | -              |
| Nate Robinson          | PG         | 31         | 10         | -                      | 27,861 $          | -              |
| Jarnell Stokes         | PF         | 27         | 5          | -                      | 845,059 $         | -              |
|                        |            |            |            |                        |                   |                |
| Total                  | Total      | Total      | Total      | Total                  | 80 806 015 $      | Différence     |
| Salary Cap             | Salary Cap | Salary Cap | Salary Cap | Salary Cap             | 70 000 000 $      | - 10 806 015 $ |
| Luxury Tax             | Luxury Tax | Luxury Tax | Luxury Tax | Luxury Tax             | 84 700 000 $      | 3 893 985 $    |

- 2016 = Joueur agent libre en fin de saison.
- 2016 = Joueur ayant son contrat actuel qui se termine en fin de saison et ayant re-signé un contrat.

## Transferts

### Échanges
| Juin             | Juin | Juin                                                     | Juin                   |
| ---------------- | --- | -------------------------------------------------------- | ---------------------- |
| 26 juin 2015     | Échange à deux équipes                                                                                   | Échange à deux équipes                                   | Échange à deux équipes |
| 26 juin 2015     | Vers Pelicans de La Nouvelle-Orléans - cash considerations                                               | Vers Clippers de Los Angeles - Droits sur Branden Dawson | [ 2 ]                  |
| Décembre         | |                                                          |                        |
| 24 décembre 2015 | Échange à deux équipes                                                                                   | Échange à deux équipes                                   | Échange à deux équipes |
| 24 décembre 2015 | Vers Pelicans de La Nouvelle-Orléans - Second tour de draft 2016 (de Denver) - Second tour de draft 2017 | Vers 76ers de Philadelphie - Ish Smith                   | [ 3 ]                  |
| Février          | |                                                          |                        |
| 18 février 2016  | Échange à deux équipes                                                                                   | Échange à deux équipes                                   | Échange à deux équipes |
| 18 février 2016  | Vers Pelicans de La Nouvelle-Orléans - Jarnell Stokes - 700,000 $                                        | Vers Heat de Miami - Second tour de draft 2018 (protégé) | [ 4 ]                  |

### Joueurs qui re-signent
| Date       | Joueur           | Contrat                                                                    | Référence |
| ---------- | ---------------- | -------------------------------------------------------------------------- | --------- |
| 9 juillet  | Alexis Ajinça    | Contrat de 19 200 000 $ sur 4 ans                                          | [ 5 ]     |
| 9 juillet  | Ömer Aşık        | Contrat de 58 000 000 $ sur 5 ans (Option joueur pour la saison 2019-2020) | [ 5 ]     |
| 9 juillet  | Dante Cunningham | Contrat de 9 000 000 $ sur 3 ans (Option joueur pour la saison 2017-2018)  | [ 5 ]     |
| 20 juillet | Luke Babbitt     | Contrat de 2 330 000 $ sur 2 ans                                           | [ 6 ]     |

#### Options joueur et équipe
| Date    | Joueur      | Option                                                            |
| ------- | ----------- | ----------------------------------------------------------------- |
| 18 juin | Eric Gordon | Exerce son option joueur de 15 500 000 $ pour la saison 2015-2016 |

### Arrivés

#### Via draft
Aucune arrivée

#### Via agent libre
| Date        | Joueur             | Contrat                                                                   | Provenance                      | Référence |
| ----------- | ------------------ | ------------------------------------------------------------------------- | ------------------------------- | --------- |
| 16 juillet  | Alonzo Gee         | Contrat de 2 700 000 $ sur 2 ans (Option joueur pour la saison 2016-2017) | Trail Blazers de Portland       | [ 7 ]     |
| 28 juillet  | Kendrick Perkins   | Contrat de 1 500 000 $ sur 1 an                                           | Cavaliers de Cleveland          | [ 8 ]     |
| 30 août     | Toney Douglas      | Contrat de 1 160 000 $ sur 1 an                                           | Pacers de l'Indiana             | [ 9 ]     |
| 21 janvier  | Bryce Dejean-Jones | Contrat de 10 jours                                                       | Cyclones d'Iowa State           | [ 10 ]    |
| 1er février | Bryce Dejean-Jones | Second contrat de 10 jours                                                | Pelicans de La Nouvelle-Orléans | [ 11 ]    |
| 19 février  | Bryce Dejean-Jones | Contrat de 2 060 000 $ sur 3 ans (Agent libre restreint en 2018)          | Pelicans de La Nouvelle-Orléans | [ 12 ]    |

#### Via Trade
| Date        | Joueur(s) et tour(s) de draft                                   | Provenance            |
| ----------- | --------------------------------------------------------------- | --------------------- |
| 24 décembre | Second tour de draft 2016 (de Denver) Second tour de draft 2017 | 76ers de Philadelphie |
| 18 février  | Jarnell Stokes                                                  | Heat de Miami         |

### Départs

#### Via agent libre
| Date    | Joueur      | Contrat                       | Vers ¹         | Référence |
| ------- | ----------- | ----------------------------- | -------------- | --------- |
| 24 août | Jeff Withey | Contrat de 947,000 $ sur 1 an | Jazz de l'Utah | [ 13 ]    |

¹ Il s'agit de l’équipe pour laquelle le joueur a signé après son départ, il a pu entre-temps changer d'équipe ou encore de pays.

#### Via Trade
| Date        | Joueur                               | Vers                    |
| ----------- | ------------------------------------ | ----------------------- |
| 26 juin     | Droits sur Branden Dawson            | Clippers de Los Angeles |
| 24 décembre | Ish Smith                            | 76ers de Philadelphie   |
| 18 février  | Second tour de draft 2018 (si 56-60) | Heat de Miami           |

#### Via Waived
| Date        | Joueur                                | Commentaire                                               |
| ----------- | ------------------------------------- | --------------------------------------------------------- |
| 31 juillet  | Toney Douglas                         | Libéré                                                    |
| 15 octobre  | Corey Webster                         | Non retenu dans l'équipe après les camps d’entraînements  |
| 16 octobre  | Jerome Jordan Mirza Begić             | Non retenus dans l'équipe après les camps d’entraînements |
| 23 octobre  | Chris Douglas-Roberts Sean Kilpatrick | Non retenus dans l'équipe après les camps d’entraînements |
| 24 octobre  | Jeff Adrien Bryce Dejean-Jones        | Non retenus dans l'équipe après les camps d’entraînements |
| 29 octobre  | Nate Robinson                         | Libéré                                                    |
| 19 novembre | Jimmer Fredette                       | Libéré                                                    |
| 19 février  | Jarnell Stokes                        | Libéré                                                    |